# Lay Zhang

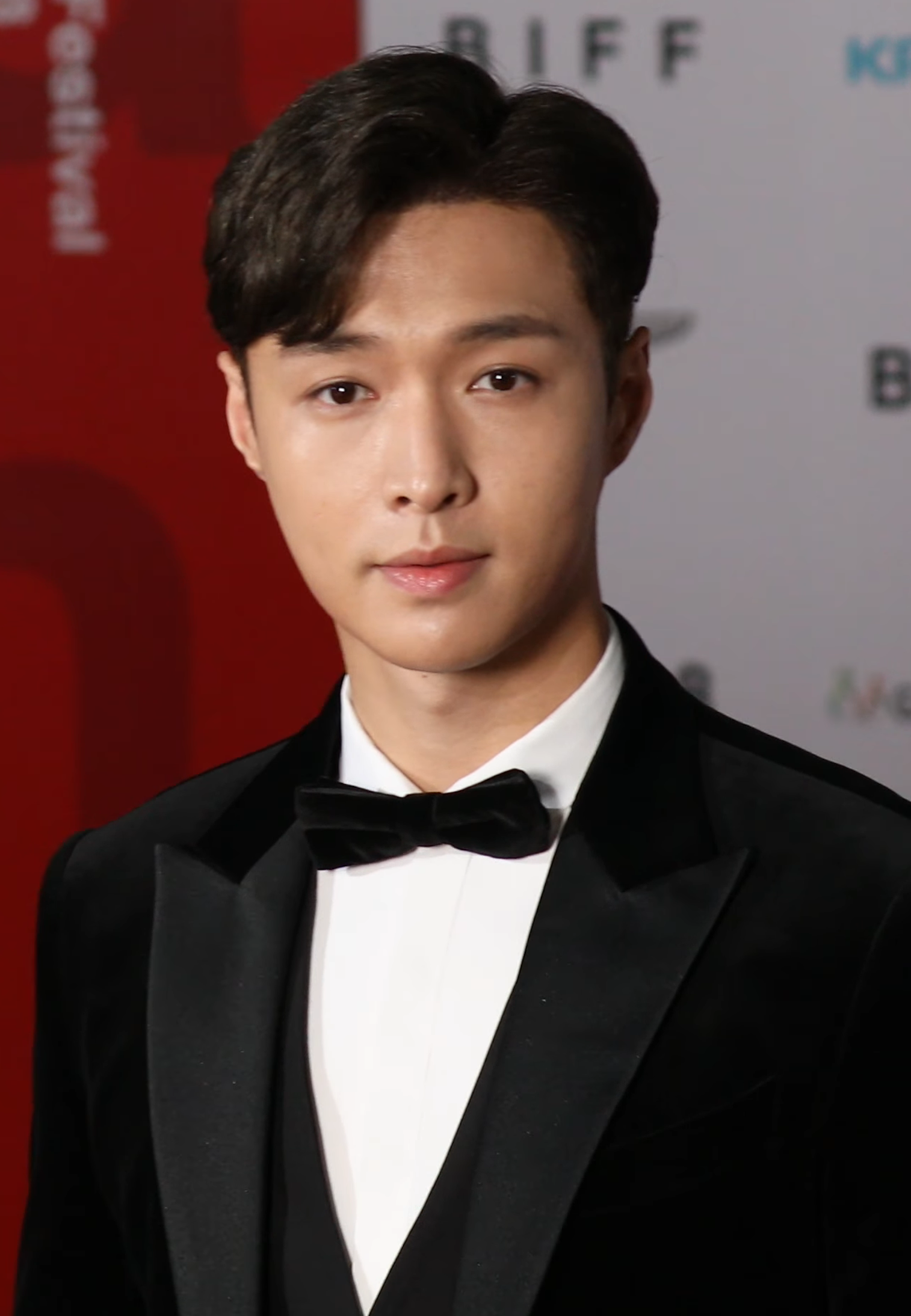
Lay Zhang, 2018

Zhang Yixing (chinesisch 張藝興 / 张艺兴, Pinyin Zhāng Yìxīng; geboren am 7. Oktober 1991 in Changsha), besser bekannt unter seinem Künstlernamen Lay, ist ein chinesischer Sänger, Schauspieler und Songwriter. Er wurde nach der Teilnahme an der TV-Show  Star Academy im Jahr 2005 bekannt. Er ist seit Januar 2012 ein Mitglied der südkoreanischen Boygroup EXO.

## Diskografie
Alben
- Lose Control (2016)
- Sheep (2017)
- Namanana (2018)

| Jahr | Titel                                            | Album                                   |
| ---- | ------------------------------------------------ | --------------------------------------- |
| 2015 | "Happy Youth" (mit Coco Jiang Wen und Li Xiaolu) | Oh My God OST                           |
| 2015 | "Alone" (One Person)                             | Ex Files 2: The Backup Strikes Back OST |
| 2016 | "Monodrama"                                      | Non-Album Single                        |

### Lieder geschrieben von Lay
| Jahr | Titel                           | Album                                   |
| ---- | ------------------------------- | --------------------------------------- |
| 2014 | "I’m Lay"                       | Exology Chapter 1: The Lost Planet Tour |
| 2014 | "I’m Coming"                    | —                                       |
| 2015 | "Promise" (koreanische Version) | Love Me Right                           |
| 2015 | "Promise" (chinesische Version) | Love Me Right                           |
| 2015 | "You are my love"               | —                                       |
| 2015 | "Dancing Young"                 | —                                       |
| 2015 | "Miss You Much (MYM)"           | —                                       |
| 2015 | "Ein schöner Tag"               | —                                       |
| 2015 | "Alone (One Person)"            | Ex Files 2: The Backup Strikes Back OST |
| 2015 | "Youth Happiness"               | Oh My God OST                           |
| 2016 | "Monodrama"                     | Non-Album Single                        |
| 2016 | "What U Need?"                  | "Lose Control"                          |
| 2016 | "Lose Control"                  | "Lose Control"                          |
| 2016 | "Tonight"                       | "Lose Control"                          |
| 2016 | "Relax"                         | "Lose Control"                          |

## Filmografie

### Filme
| Jahr | Titel                                     | Rolle        | Notizen                   |
| ---- | ----------------------------------------- | ------------ | ------------------------- |
| 2015 | SMTOWN The Stage                          | selbst       | Dokumentarfilm von SMTown |
| 2015 | Ex-Files 2: The Backup Strikes Back       | Lee Xiang He | Gastrolle                 |
| 2015 | Oh My God                                 | Le Yi        | Hauptrolle                |
| 2016 | Go Fighting The Movie: Royal Treasure     | selbst       | Hauptrolle                |
| 2016 | Unexpected Love (auch Flying Kite)        | Han Bing     | Hauptrolle                |
| 2017 | Kung Fu Yoga – Der goldene Arm der Götter | Xiaoguang    | Nebenrolle                |
| 2023 | No More Bets                              | Pan Sheng    | Hauptrolle                |

### Fernsehserien
| Jahr | Titel              | Rolle                            | Plattform                                   | Notizen    |
| ---- | ------------------ | -------------------------------- | ------------------------------------------- | ---------- |
| 2015 | Exo Next Door      | Lay                              | Naver TV Cast                               | Gastrolle  |
| 2016 | To Be A Better Man | Xiao Cai (Vollname: Cai Mingjun) | Zhejiang Television Jiangsu Television LeTV | Nebenrolle |
| 2016 | Old Nine Gates     | Er Yue Hong                      | Dragon Television IQiyi                     | Hauptrolle |
| 2017 | Operation Love     | Yan Xiao Lai                     | Dragon TV, Tencent                          | Hauptrolle |
| 2018 | Tomb of the Sea    | Jie Yu Chen                      | Tencent                                     | Gastrolle  |
| 2018 | The Island         | Ma Xiao Xing                     | iQiyi                                       |            |
| 2019 | The Golden Eyes    | Zhuang Rui                       | Hunan TV, iQiyi                             | Hauptrolle |

### Variety shows
| Jahr | Titel                         | Plattform                 | Rolle      | Notizen |
| ---- | ----------------------------- | ------------------------- | ---------- | --- |
| 2005 | Star Academy                  | HBS: Hunan Television     | Teilnehmer | dritter Platz |
| 2013 | Beatles Code 2                | Mnet                      | Gast       | mit D.O., Xiumin, Suho, Baekhyun und Sehun |
| 2013 | Immortal Songs 2              | KBS                       | Gast       | Ep. 116: mit D.O., Baekhyun, Chen, Kai, Sehun und Xiumin Ep. 118 – Heartthrob Special Part 1: mit Chen, Xiumin, D.O., Luhan, Kai, Sehun und Baekhyun Ep. 119 – Heartthrob Special Part 2: mit Chen, Xiumin, D.O., Luhan, Kai, Sehun und Baekhyun |
| 2013 | Star Face-Off                 | SBS                       | Gast       | mit Chanyeol, Chen und D.O. |
| 2013 | Dancing 9                     | Mnet                      | Gast       | mit Kai und Girls’ Generation's Hyoyeon |
| 2013 | Our Home’s Maknae             | MBC                       | Gast       | mit Kris |
| 2013 | Hello Counselor               | KBS                       | Gast       | Episode 145 mit Kai |
| 2013 | Super Hit                     | Mnet                      | Gast       | mit D.O., Baekhyun, Chen und Luhan |
| 2014 | Celebrity Chef Has Arrived    | JSBC: Jiangsu Television  | Gast       | Ep. 1 und 2 |
| 2014 | Star Room Escape              | ZRTG: Zhejiang Television | Gast       | Ep. 3 und 4 |
| 2014 | The Generation Show           | SZMG: Shenzhen Television | Gast       | mit Xiumin |
| 2014 | Crazy Magic - Happy Baby Go 2 | HBS: Hunan Television     | Gast       | Ep. 4 |
| 2015 | Happy Camp                    | HBS: Hunan Television     | Gast       | 14. März 2015 |
| 2015 | Guerilla Date                 | KBS                       | Gast       | mit Xiumin, Lay, Sehun, Chanyeol und Kai |
| 2015 | You Hee-yeol’s Sketchbook     | KBS2                      | Gast       | Episode 277 mit Exo |
| 2015 | Hurry Up, Brother             | ZRTG: Zhejiang Television | Gast       | Ep. 20 |
| 2015 | Happy Camp                    | HBS: Hunan Television     | Gast       | 21. November 2015 |
| 2015 | Go Fighting!                  | SMG: Dragon Television    | Main Cast  | Saison 1 (14. Juni 2015 – 13. September 2015) |
| 2016 | Go Fighting!                  | SMG: Dragon Television    | Main Cast  | Saison 2 (17. April 2016 – 10. Juli 2016) |
| 2016 | Happy Camp                    | HBS: Hunan Television     | Gast       | 9. Oktober 2016 |

## Bibliographie
- 2015: Standing Firm at 24